# ماريو غوتيرز
ماريو غوتيرز (بالإسبانية: Mario Gutierrez)‏ هو فارس مكسيكي، ولد في 1987 في ولاية فيراكروز في المكسيك.